# Olympijský festival
Olympijský festival, dříve Olympijský park, je projekt Českého olympijského výboru, který vznikl v roce 2014 a o tři roky později ho převzal Mezinárodní olympijský výbor. Jeho cílem je přenést atmosféru olympijských her do České republiky, šířit ve společnosti olympijské hodnoty a ideály, propagovat sport hlavně mezi mladými jako součást zdravého životního stylu a po pandemii koronaviru především také přivést děti zpět ke sportu.

## Historie
Koncept Olympijských festivalů vznikl v České republice. Na olympijských hrách v Londýně 2012 vytvořili fanoušci v Českém domě nezapomenutelnou atmosféru a Český olympijský výbor v čele s předsedou Jiřím Kejvalem ji chtěl během následujících zimních her v Soči zprostředkovat také fanouškům v České republice.
Na první Olympijský festival s názvem Olympijský park Soči-Letná zavítalo 400 tisíc návštěvníků. O dva roky později se začaly přidávat i další země. Během her v Riu de Janeiru proběhl Olympijský festival na Lipně i v dalších třech městech České republiky a rovněž v nizozemském Haagu a belgickém Ostende.
Od roku 2018 a olympijských her v Pchjongčchangu se už konaly Olympijské festivaly pod centrální licencí Mezinárodního olympijského výboru a s grafikou olympijských her. V roce 2021 se kromě České republiky uskutečnily festivaly v dalších osmi zemích včetně Švédska, Francie či Slovinska.
Během olympijských her v Paříži, které se budou konat od 26. července do 11. srpna 2024, proběhne už šestá edice Olympijského festivalu u jezera Most. Od počátku je za projekt Olympijského festivalu zodpovědný místopředseda Českého olympijského výboru Libor Varhaník.

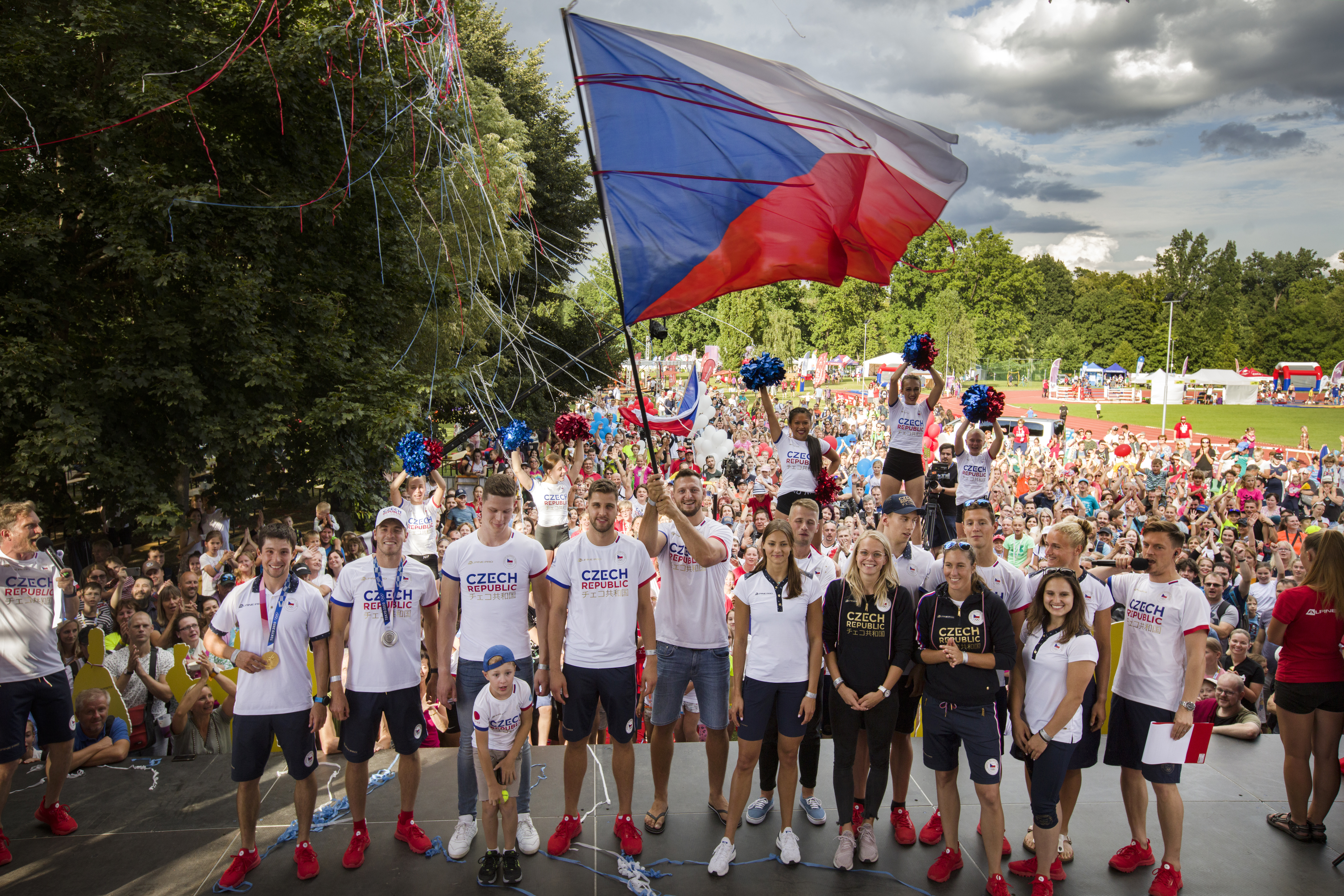
Vítání olympioniků na Olympijském festivalu Tokio (Praha)

### Olympijský festival v čase
- 2014 – Olympijský park Soči – Letná (Praha)
- 2016 – Olympijský park Rio – Lipno (Plzeň, Pardubice a Ostrava)
- 2018 – Olympijský festival – Pchjongčchang (Brno a Ostrava)
- 2021 – Olympijský festival – Tokio (Praha, Brno)
- 2022 – Olympijský festival – Peking (Brno)
- 2024 – Olympijský festival – Paříž (jezero Most)

## Olympijský festival u jezera Most 2024
Olympijský festival 2024 se uskuteční v průběhu olympijských her v Paříži od 26. července do 11. srpna. Po Praze, Lipně, Brně, Ostravě, se po osmi letech tato největší sportovní akce vrátí k jezeru, tentokrát v Mostě. V areálu bude na vyzkoušení přes padesát sportů, největší fanzóna a proběhne také vítání českých reprezentantů po návratu z Francie. Ambasadory jsou olympijští medailisté Barbora Špotáková a Ondřej Synek.
Během Olympijského festivalu u jezera Most bude na hlavní pláži vybudována kopie Eiffelovy věže. Ta bude vyrobena z odpadu vyloveného z oceánu zvaného oPET (oceánský odpad). Celá věž bude vytištěna na 3D tiskárnách, měřit bude 12 metrů a vážit 2 tuny. Věž u jezera Most nezůstane, po skončení Olympijského festivalu bude odvezena.